# Toi et moi pour toujours
Pour plus de détails, voir Fiche technique et Distribution.
Toi et moi pour toujours (You and Me Forever) est un film dramatique danois réalisé par Kaspar Munk (da), sorti en 2012.

## Synopsis
Laura (Julie Andersen) et Christine (Emilie Kruse) sont inséparables Jusqu'au jour où arrive Maria (Frederikke Dahl Hansen), mystérieuse et fascinante, qui va mettre leur amitié à l'épreuve et bousculer leur quotidien. 
Pour Laura, cette rencontre va bouleverser sa vision du monde...

## Fiche technique
- Titre : You and Me Forever
- Réalisation : Kaspar Munk (da)
- Scénario : Kaspar Munk, Jannik Tai Mosholt
- Directeur de la photographie :
- Montage :
- Musique :
- Producteur :
- Production : Nimbus Film Productions
- Distribution :
- Pays d'origine :  Danemark
- Genre : Drame
- Durée : 82 minutes (1 h 22)
- Dates de sortie :
  -  Danemark : 13 septembre 2012
  -  Suède : 30 janvier 2013
  -  Russie : 28 mars 2013
  -  Royaume-Uni : 25 avril 2014
  -  France : 1er mars 2020 (sur Amazon Prime Video)

## Distribution
- Julie Andersen : Laura
- Frederikke Dahl Hansen : Maria
- Emilie Kruse : Christine
- Benjamin Wandschneider : Jonas
- Allan Hyde : Tobias
- Cyron Melville : Mads
- Susanne Storm : Carina
- Morten Hauch-Fausbøll : Anders
- Petrine Agger : Lisbeth
- Victoria Carmen Sonne : Sofie
- Anne Katrine Andersen : la professeure de natation
- Andreas Jessen : Marias date
- Frederik Christian Johansen
- Hicham Najid
- Rida El-Ahmadi

## Récompenses
- Robert du meilleur film de famille ou pour enfants.